# Полибий
Полѝбий (на старогръцки: Πολύβιος, на латински: Polybius) е древногръцки историк и военачалник, автор на „Всеобща история“ (наричана и само „Истории“) в 40 книги, която описва събитията в Рим, Гърция, Македония, Мала Азия и други региони в периода 220 г. пр.н.е. до 146 г. пр.н.е. От труда му напълно са запазени само първите 5 книги, а от други 18 има по-големи или по-малки фрагменти.

## Биография
Полибий е роден в Мегалопол в Аркадия. Произхождал от знатен аристократически род. Баща му Ликорт неведнъж е заемал важни длъжности в Ахейския съюз, където влизал и Мегалопол. Бил началник на съюзническата конница и четири пъти стратег на съюза. Полибий познавал поезията на Омир и в полемики с други историци използвал незапазеното произведение на Аристотел, съдържащо описание на държавните уредби на 158 полиса.
До избирането му за хипарх през 169 г. пр.н.е. няма никакви сведения за негово участие във военни действия. Няма съмнение обаче, че той е имал практически опит във военното дело. За това говори, както компетентното описание на бойните действия във „Всеобща история“, така и личното му участие в обсадата на Картаген.
През 167-166  г. пр.н.е. Полибий заедно с други свои съотечественици е изпратен в Рим. След известно време те били разселени из градовете на Етрурия, откъдето едва 300 останали живи се върнали в родината си. За живота им в Италия се знае, че са предприемали няколко неуспешни опита за бягство. .
Съдбата на Полибий в Италия била по-различна. Благодарение на ходатайството на Квинт Фабий Максим Емилиан и Сципион Емилиан, той бил оставен в Рим. Как и къде са се запознали с бъдещия победител в Картаген не е известно. Самият Полибий казва, че запознанството му със Сципион Емилиан започнало с предаването на няколко книги и беседи за тях. . Полибий станал близък приятел и наставник на Сципион Африкански по едно и също време с философа Панетий. През 151 г. пр.н.е. Полибий използва своето влияние над Спицион, за да освободи останалите живи ахейци. В негова полза в Сената се застъпва и Марк Порций Катон Стари. Тъй като Катон винаги се отнасял враждебно към всичко гръцко, се предполага, че неговата поддръжка е или за да угоди на влиятелния Сципион или да се избави от протежето му Полибий. Като резултат, в края на 150 г. пр.н.е. ахейските заложници се връщат в родината си.
Благодарение на дружбата и покровителството на Сципион, Полибий не само е бил в течение на всички политически събития, но и сам е могъл да се среща с идващите в Рим владетели и посланици. Всичко това му е давало голяма политическа информация.
Има свидетелства за пребиваване на историка в Египет, Александрия, Керн и Атлантическия океан. Към края на Третата пуническа война, Полибий се върнал и станал свидетел на падането на Коринт.
Полибий се е радвал на голямо уважение, както от страна на римляните, така и на елините. Павзаний казва , че на площада в Мегалопол, зад ограденото място, посветено на Зевс, има издигната стела с образа на Полибий и стихове, в които се казва, че той „странствал по всички земи и морета, станал съюзник на римляните и смирил гнева им срещу елините“.
По свидетелсто на Лукиан, Полибий, връщайки се от околностите на града, паднал от коня, разболял се и починал на 82-годишна възраст.
През 10 в. византийският император Константин Порфирогенет събира фрагментите от изгубените книги и ги издава. „Всеобща история“ е широко използвана от Николо Макиавели и Шарл Монтескьо.